# Acrocyrtus
Genre
Acrocyrtus est un genre de collemboles de la famille des Lepidocyrtidae.

## Liste des espèces
Selon Checklist of the Collembola of the World (version du 25 août 2019) :
- Acrocyrtus aequidentatus (Denis, 1948)
- Acrocyrtus baii (Nguyen, 2005)
- Acrocyrtus carosus (Yosii, 1959)
- Acrocyrtus cheni Pan, Chatterjee & Zhang, 2011
- Acrocyrtus cryptocephalus (Handschin, 1929)
- Acrocyrtus ductieni (Nguyen, 2005)
- Acrocyrtus eurylabialis Yoshii & Suhardjono, 1989
- Acrocyrtus finis Xu, Pan & Zhang, 2013
- Acrocyrtus gentingensis (Yoshii, 1982)
- Acrocyrtus heterolepis (Yosii, 1959)
- Acrocyrtus himachalensis (Baquero & Jordana, 2015)
- Acrocyrtus javanicus (Oudemans, 1890)
- Acrocyrtus liewthatchimi (Yoshii, 1982)
- Acrocyrtus lobatus (Denis, 1948)
- Acrocyrtus malayanus (Yosii, 1959)
- Acrocyrtus mastani (Yoshii, 1982)
- Acrocyrtus moluccensis Yoshii & Suhardjno, 1992
- Acrocyrtus onerosus (Yoshii, 1982)
- Acrocyrtus parvidentatus (Schäffer, 1898)
- Acrocyrtus ralumensis (Schäffer, 1898)
- Acrocyrtus segamanus (Yoshii, 1982)
- Acrocyrtus solomonensis (Yosii, 1960)
- Acrocyrtus spinodensus (Nguyen, 2005)
- Acrocyrtus timoricus (Yoshii & Suhardjono, 1992)
- Acrocyrtus transiens (Yoshii, 1982)
- Acrocyrtus vietnamensis Nguyen, 2005
- Acrocyrtus yosiii (Salmon, 1964)
- Acrocyrtus zhujiensis Xu, Pan & Zhang, 2013

## Publication originale
- Yosii, 1959 : Studies on the Collembolan Fauna of Malay and Singapore with special reference to the Genera : Lobella, Lepidocyrtus and Callyntrura. Contributions from the Biological Laboratory Kyoto University, no 10, p. 1-65 (texte intégral).